# Nguyễn Xuân Phúc
Nguyễn Xuân Phúc (Quế Sơn, Quang Nam, 17 de julio de 1954) es un político vietnamita. 
Desde el 5 de abril de 2021 hasta el 17 de enero de 2023 fue el Presidente de Vietnam. Hasta esa fecha y desde el 7 de abril de 2016 fue el primer ministro de Vietnam. Fue elegido primer ministro por la Asamblea Nacional con el 90% de los votos. Se graduó de la Universidad Nacional de Economía, en Hanói, en 1978 y posteriormente en Gestión Administrativa en la Academia Administrativa Nacional de Vietnam. 

## Carrera política

### Trabajando en Quang Nam - Da Nang
Desde 1973, estudió en la Universidad Nacional de Economía, participó en actividades del movimiento de la Unión de Jóvenes, se desempeñó como Secretario de la Unión de Jóvenes.
Después de graduarse en 1978, regresó y fue admitido a trabajar en su provincia de origen (en ese momento Quang Nam - Da Nang ). De 1980 a 1993, ascendió gradualmente del cargo de Oficial de Gestión Económica de la provincia de Quang Nam - Da Nang, hasta el de Expertos, la Oficina Adjunta y luego el Jefe del Comité Popular de Quang Nam - Danang. Fue admitido en el Partido Comunista de Vietnam día 12 meses 5 años 1982, el funcionario es del 12 de noviembre de, 1983; hasta el puesto de Secretario del Comité de organización del Partido, miembro del Partido del Comité del Partido del Comité Popular de Quang Nam - Curso del Partido Da Nang I, II. Durante este tiempo, estudió Administración del Estado en la Academia Nacional de Administración Pública.
De 1993 a 1996, ocupó el cargo de Director del Departamento de Turismo, Director del Departamento de Planificación e Inversión de Quang Nam - Da Nang, miembro del Comité Provincial XV y XVI de Quang Nam - Da Nang. Fue nombrado para estudiar Administración de Economía en la Universidad Nacional de Singapur.

### Trabajando en la provincia de Quang Nam
De 1997 a 2001, después de la división de la provincia de Quang Nam - Da Nang en la provincia de Quang Nam y la ciudad de Da Nang directamente bajo el Gobierno Central, fue miembro del Comité Permanente del Comité Provincial del Partido, mandato XVII, XVIII; Vicepresidente y Vicepresidente Permanente del Comité Popular de Quang Nam cum Jefe del Consejo de Administración de Zonas Industriales de la Provincia de Quang Nam, Delegados del Consejo Popular Provincial - Curso VI.
En 2001, fue elegido subsecretario del comité provincial del partido y presidente del comité popular de la provincia de Quang Nam. También fue elegido como Miembro de la 11ª Asamblea Nacional, Jefe de la Delegación de la Asamblea Nacional de la provincia de Quang Nam, Miembro del Comité Económico y Presupuestario de la 11ª Asamblea Nacional.
2004 - 2006: Subsecretario del Comité Provincial del Partido Quang Nam, Curso XIX; Presidente del Comité Popular Provincial, Secretario del Comité del Partido del Comité Popular Provincial de Quang Nam Sesión VII; Representante del Consejo Popular Provincial de Quang Nam, Sesión VII; Miembro de la Asamblea Nacional, Miembro del Comité Económico y Presupuestario de la 11ª Asamblea Nacional.

### Ministro, Jefe de la Oficina de Gobierno de Vietnam
En marzo de 2006, fue nombrado Inspector General Adjunto del Gobierno. En el Décimo Congreso Nacional del Partido elegido para el Comité Central del Partido Comunista de Vietnam. En junio de 2006, fue transferido al cargo de Secretario Adjunto del Comité del Partido y Vicepresidente Permanente de la Oficina de Gobierno. En agosto de 2007, fue aprobado por la Asamblea Nacional para ocupar el cargo de Ministro de la Oficina del Gobierno de Vietnam.

### Miembro de la 13 Asamblea Nacional de Quang Nam
En enero de 2011, en el 11º Congreso Nacional del Partido Comunista de Vietnam, Nguyen Xuan Phuc fue reelegido para el Comité Central del Partido Comunista de Vietnam XI, elegido para el Buró Político del Politburó. Comité Central del Partido Comunista de Vietnam.
El 22 de mayo de 2011, Nguyen Xuan Phuc fue elegido miembro de la 13ª Asamblea Nacional por el mandato de 2011-2016 en la segunda unidad electoral de la provincia de Quang Nam, incluidos los distritos de Duy Xuyen, Que Son, Nong Son y Thang. Bình, el distrito Hiệp Đức y la ciudad Hội An obtuvieron el 94.59% de los votos válidos.

### Viceprimer Ministro de Vietnam
El 3 de agosto de 2011, en la Primera Sesión de la XIII Asamblea Nacional, fue aprobado por la Asamblea Nacional como Viceprimer Ministro.
En la 14ª Conferencia, Comité Central del Partido Comunista de Vietnam XI, fue nominado como uno de los candidatos para el cargo de Primer Ministro para el período 2016 - 2021.

### Miembro de la 14.ª Asamblea Nacional de Vietnam, Hai Phong
El 22 de mayo de 2016, Nguyen Xuan Phuc fue elegido miembro de la Asamblea Nacional de Vietnam por el 14.º período, 2016-2021 en el tercer distrito electoral de la ciudad de Hai Phong, incluidos los distritos de Kien An, Do Son, An Lao y Tien. Lang y Vinh Bao con el 99.48% de los votos están de acuerdo.

### Activo
En la mañana del 18 de junio de 2018, Nguyen Xuan Phuc tuvo una reunión con los votantes en el distrito de Tien Lang, Hai Phong, después de la quinta sesión de la 14a Asamblea Nacional. [8] Escuchó las opiniones de los votantes Vu Minh Duc, Ngo Ngoc Khanh (Jefe de Oficina del Comité Popular del Distrito de Tien Lang, Hai Phong), Luu Quang Yen (exmiembro de la Séptima Asamblea Nacional, exsecretario del Comité del Partido del Distrito de Tien Lang), Ngo Thi Bich Huyen. 

### Primer ministro de Vietnam
En el 12.° Congreso Nacional del Partido Comunista de Vietnam, fue reelegido para el Comité Central del 12.° Curso del Partido Comunista de Vietnam, reelegido miembro del Politburó.
El 7 de abril de 2016, con la aprobación de 446 votos, que representan el 90% de los diputados, el Sr. Nguyen Xuan Phuc fue elegido para el cargo de Primer Ministro, sucediendo al Sr. Nguyen Tan Dung para dirigir el Gobierno.
El 13 de junio de 2016, Nguyen Xuan Phuc renunció a su cargo como Presidente del Comité Nacional de Seguridad del Tráfico, sucediéndolo como Viceprimer Ministro Truong Hoa Binh. 
El primer ministro Nguyen Xuan Phuc tiene tres asistentes: Do Ngoc Huynh (Director de la Secretaría - Departamento Editorial, Oficina de Gobierno, nombrado en diciembre de 2018), Bui Huy Hung, Cao Xuan Thanh y dos secretarios. Can Dinh Tai y Nguyen Hoang Anh.
Él fue quien propuso el nuevo concepto de "crear gobierno" en comparación con el anterior "gobierno operativo". Este gobierno tiene 4 características principales:
1. Diseñar de manera proactiva un buen sistema de leyes, políticas e instituciones para fomentar el desarrollo económico, no solo operando con lo que la ley tiene disponible;
2. El estado no cambia el mercado;
3. Establecer un entorno empresarial favorable;
4. Ajustar la disciplina del personal, construir el gobierno electrónico.

| Predecesor: Nguyen Phu Trong | Presidente de la República Socialista de Vietnam 2021 - 2023 | Sucesor: Võ Thị Ánh Xuân |

| Predecesor: Nguyễn Tấn Dũng | Primer ministro de la República Socialista de Vietnam 2016 - 2021 | Sucesor: Phạm Minh Chính |